# Bennaria consul
Bennaria consul är en insektsart som beskrevs av Ronald Gordon Fennah 1956. Bennaria consul ingår i släktet Bennaria och familjen kilstritar. Inga underarter finns listade i Catalogue of Life.